# La saggezza nel sangue (romanzo)
La saggezza nel sangue (Wise Blood) è il primo romanzo dell'autrice statunitense Flannery O'Connor, uscito nel 1952. 

## Storia editoriale
Flannery O'Connor iniziò a lavorare a quello che sarebbe diventato il suo primo romanzo all'età di ventidue anni, quando era ancora una studentessa universitaria, e furono alcuni brani che aveva presentato a un'apposita commissione a farle vincere il Fiction Award Rineheart-Iowa. 
Diversi capitoli che sarebbero poi andati a comporre il romanzo furono pubblicati inizialmente su riviste, e precisamente:
- The Train (1º capitolo) su The Sewanee Review della primavera 1948;
- The Peeler (4º capitolo) sulle American Letters dell'autunno 1948;
- il futuro sesto capitolo sulla Kenyon Review;
- The Heart of the Park sulla Partisan Review;
- Enoch and the Gorilla su New World Writing.

Elizabeth McKee, agente letteraria della O'Connor, e il critico Robert Giroux convinsero la casa editrice Rinehart & Company, con la quale l'autrice era sotto contratto ma che pareva non interessata al romanzo, a permettere la pubblicazione con un altro editore, cosa che avvenne nel 1952 per la Harcourt, Brace & Company.
La prima traduzione italiana uscì nel 1985 per l'editore Garzanti.

## Trama
Da poco congedato dal servizio militare nella Seconda guerra mondiale essendogli stata assegnata una pensione governativa per una non meglio specificata ferita in combattimento, Hazel Motes (detto "Haze") torna alla sua casa di famiglia in Tennessee, trovandola in stato di abbandono. Dopo avervi lasciato un biglietto che reclama la proprietà di un armoire, Motes sale su un treno per la città di Taulkinham. Essendo il nipote di un predicatore itinerante, Motes è cresciuto ossessionato da dubbi sulla salvezza e sul peccato originale; in seguito alle sue esperienze in guerra, è divenuto un fervente ateista e intende diffondere un vangelo antireligioso. Nonostante la sua avversione a tutti gli orpelli simbolici del cristianesimo, pensa costantemente a questioni teologiche e porta un cappello nero e un completo turchino che fanno sì che gli altri lo prendano per un predicatore.
A Taulkinham, Motes trova in un bagno pubblico l'indirizzo della prostituta Leora Watts, e come prima cosa va da lei. Incontra poi Enoch Emery, diciottenne guardiano di zoo mentalmente disturbato, che è immigrato in città dopo che il suo padre manesco l'ha cacciato di casa. Emery dà a Motes il concetto di "saggezza nel sangue", l'idea secondo cui egli ha una conoscenza innata e universale della direzione da prendere nella vita, senz'alcun bisogno di una guida spirituale o emotiva.
Emery e Motes notano per strada Asa Hawks, un predicatore cieco che, per raccogliere offerte per la proprio attività, con la figlia adolescente Sabbath Lily disturba la dimostrazione che un rappresentante sta facendo di un pelapatate. Motes si sente attratto da loro, cosa che Hawks attribuisce a un desiderio represso di salvezza religiosa. Adiratosi, Motes inizia a urlare blasfemie alla folla e dichiara che fonderà la "Chiesa Senza Cristo". I suoi slogan non colpiscono nessuno dei presenti tranne Emery, che s'infatua dell'idea.
Dopo che Leora ha rovinato per divertimento il cappello di Motes, questi si trasferisce nella pensione in cui abitano Asa e Sabbath Lily, con la quale inizia a passare gran parte del suo tempo. Asa fa sì che la figlia Sabbath Lily dia a Motes il giornale nel quale è riportato il suo annuncio che si sarebbe accecato con la calce viva in un raduno per distaccarsi dalle seduzioni mondane. Inizialmente desideroso di sedurre la ragazza per corrompere la sua purezza spirituale, Motes scopre che ella in realtà è interessata sentimentalmente a lui.
Dubitando di lei e della vocazione di suo padre, una notte Motes s'intrufola nella camera di Asa e lo trova senza gli occhiali da sole, scoprendo che i suoi occhi sono in perfetto stato: Hawks non era riuscito a compiere il suo proposito perché la sua fede non era abbastanza forte, e ha finito per tradire la sua vocazione trasformandosi in un imbroglione. Smascherato, Asa se ne va dalla città, lasciando la figlia senza mezzi di sostentamento. Sabbath Lily si trasferisce da Motes, che inizia a predicare in modo più aggressivo e acquista una vecchia automobile da utilizzare come pulpito mobile.
Frattanto Emery, credendo che la chiesa di Motes necessiti di un "profeta" in terra, ruba da un museo adiacente allo zoo in cui lavora la mummia di un nano e la consegna a Sabbath Lily perché la dia a Motes; quando la ragazza gli si para davanti cullandola tra le sue braccia, come in una parodia della Madonna col Bambino, Motes prova una violenta repulsione per l'immagine e distrugge la mummia, gettando i suoi resti dalla finestra.
Mentre Motes cerca di arringare la folla, l'imbroglione Hoover Shoats, ribattezzatosi Onnie Jay Holy, si proclama suo discepolo e annuncia la "Santa Chiesa di Cristo senza Cristo", alla quale incoraggia ad unirsi con un'offerta di 1 dollaro. Quest'assurdità diverte i passanti, che iniziano a unirvisi per scherzo; ciò irrita però Motes, che vuole diffondere legittimamente e liberamente il suo messaggio antireligioso. Nonostante le proteste di Motes, Hoover fa un passo in più nella promozione della sua "chiesa", incaricando un senzatetto ubriacone di vestirsi come Motes e di comportarsi come il suo "profeta".
Durante un temporale, Emery si ripara nell'atrio di un cinematografo e scopre che per promuovere un film ambientato nella giungla vi sarà mostrato un gorilla. Eccitato, Emery si mette in fila per stringergli la mano, ma è sorpreso dalla scoperta che il gorilla è in realtà un uomo in costume che, senza essere provocato, lo manda al diavolo. L'incidente fa sì che la "saggezza nel sangue" di Emery gli dia delle rivelazioni sconnesse, e studi così un piano per le future apparizioni del "gorilla". Quella stessa notte, Emery segue l'uomo fino a un altro cinema, s'intrufola nel furgone della ditta che distribuisce la pellicola e lottando con lui riesce a rubargli il costume, poi si dilegua. Nei boschi vicino alla città, Enoch si spoglia completamente e seppellisce i vestiti in una fossa poco profonda prima di indossare il costume. Soddisfatto del suo nuovo aspetto, esce dal bosco e cerca di presentarsi a due innamorati stringendo loro le mani, ma rimane deluso quando questi fuggono terrorizzati, e si ritrova da solo su una  rupe che domina Taulkinham.
Tornato in città, Motes vede con irritazione che Holy si sta arricchendo grazie alla sua predicazione. Una sera segue il suo "profeta" mentre guida un'auto che assomiglia alla sua, e lo manda fuori strada. Quando l'uomo scende dall'auto, Motes lo minaccia e gli ordina di sparire dalla circolazione. Il cosiddetto profeta cerca di giustificarsi, ma Motes cade preda di un'ira improvvisa e lo investe più volte con la macchina. Mentre controlla se l'ha ucciso, Motes rimane turbato quando l'uomo morente gli confessa i suoi peccati.
L'indomani, Motes viene fermato da un poliziotto che vuole multarlo perché guida senza patente. Dato che Haze risponde di non averne bisogno, l'agente gli ordina di condurre l'auto fino a un precipizio, quindi gli dice che chi non ha bisogno della patente non necessita nemmeno di un'automobile, così la spinge giù. Questo evento, unito alla morte del falso profeta, incupisce ulteriormente Motes, al punto da spingerlo ad accecarsi con la calce viva, compiendo così l'azione che Hawks non aveva avuto il coraggio di finire.
Mentre vive asceticamente alla pensione, comincia a fare delle passeggiate con del filo spinato attorcigliato attorno al torso e pietre acuminate nelle scarpe. La signora Flood, sua padrona di casa, scopre che Motes getta via il denaro della sua pensione militare che gli è avanzato dopo aver pagato il vitto e l'alloggio, cosa che le fa pensare che il suo ospite sia impazzito; escogita allora un piano per sposarlo, riscuotere il suo assegno e farlo internare in manicomio. Tenta di sedurlo sostenendo di essere innamorata di lui; quando ventila l'ipotesi di sposarlo affinché si occupi di lui, Motes esce di casa sebbene stia infuriando una tempesta.
Motes viene ritrovato tre giorni dopo in un fosso, ancora vivo benché in condizioni precarie. Uno dei poliziotti, contrariato dal fatto di dover riportare a casa colui che ritiene un povero pazzo, lo colpisce in testa col suo manganello. Motes muore nell'auto della polizia mentre viene trasportato alla pensione; la signora Flood, credendo che sia ancora vivo, fa deporre il corpo nel suo letto e si mette al suo capezzale, dicendogli che potrà vivere con lei finché vorrà senza che debba più pagare l'affitto. Guardando nelle sue orbite spente, la donna crede di vedervi una piccola luce tremolante che s'allontana sempre più.

## Tematiche
Nell'introduzione alla ristampa de La saggezza nel sangue in occasione del decimo anniversario della prima edizione, l'autrice dichiarò che i temi del libro erano la libertà, il libero arbitrio, la vita e la morte, e l'inevitabilità della fede. Il romanzo è attraversato anche da tematiche quali la redenzione, il razzismo, il sessismo e il senso d'isolamento.

## Accoglienza
Alla sua apparizione il romanzo ricevette scarsa attenzione da parte della critica, ma fu poi apprezzato come un lavoro classico di "bassa comicità e alta seriosità", con temi religiosi controversi. Si classificò al 62º posto nella lista dei 100 più grandi romanzi di The Observer.

## Opere derivate
Nel 1979 uscì un film omonimo, diretto da John Huston, che interpretò anche il nonno predicatore del protagonista, ruolo quest'ultimo che fu ricoperto da Brad Dourif, mentre Sabbath Lily fu interpretata da Amy Wright. Filmato per lo più a Macon in Georgia, è un adattamento quasi letterale del romanzo.
Nel maggio-giugno 2015 il Walker Art Center di Minneapolis ospitò un'installazione immersiva intitolata Wise Blood, ideata dall'artista Chris Larson con musiche dal vivo composte da Anthony Gatto.

## Influenze culturali
Lo pseudonimo Weyes Blood, adottato dalla cantautrice Natalie Laura Mering, è stato ispirato dal titolo del romanzo.
Il musicista australiano Keith Glass utilizzò lo pseudonimo "Onie J. Holy", comune al predicatore imbroglione de La saggezza nel sangue, per il suo album del 1987 God, Guns and Guts.
Il complesso heavy metal Corrosion of Conformity pubblicò nel 1996 un album intitolato Wiseblood.
PJ Harvey ha citato il romanzo come una forte fonte d'ispirazione nella composizione del suo album del 1995 To Bring You My Love.
Il complesso Red Label Catharsis ha intitolato il suo secondo album, e la canzone che gli dà il nome, Jesus Made it Beautiful To Haunt Her dalla pagina de La saggezza nel sangue in cui Sabbath Lily racconta a Haze la storia di una madre che strangola il figlioletto.

## Edizioni
- (EN) Flannery O'Connor, Wise Blood, New York, Harcourt, Brace & Company, 1952, OCLC 1191239.
- Flannery O'Connor, La saggezza nel sangue, collana Le mosche bianche, traduzione di Marcella Bonsanti, con una nota di Fernanda Pivano, Milano, Garzanti, 1985.
- Flannery O'Connor, La saggezza nel sangue, collana Nuova Biblioteca, traduzione di Marcella Bonsanti, prefazione di Fernanda Pivano, postfazione di Luca Doninelli, n. 84, Milano, Garzanti, 2010, ISBN 978-88-11-68371-1.
- Flannery O'Connor, La saggezza nel sangue, collana I romanzi dell'anima, traduzione di Marcella Bonsanti, prefazione di Fernanda Pivano, postfazione di Luca Doninelli, allegato al settimanale Famiglia cristiana, Cinisello Balsamo, San Paolo, 2018.
- Flannery O'Connor, La saggezza nel sangue, collana Minimum Classics, traduzione di Gaja Lombardi Cenciarelli, prefazione di Elena Varvello, n. 96, Roma, minimum fax, 2021, ISBN 978-88-11-68371-1.